# Estadio Luis Becerra Constanzo
El Estadio Luis Becerra Constanzo es un recinto deportivo ubicado en la ciudad de Calama, Chile. Este estadio es propiedad del club Cobreloa, equipo de la Primera División de Chile, que usaba el recinto mientras se remodelaba el Estadio Zorros del Desierto.
Está ubicado en Calle Atacama s/n en el interior del Centro de Entrenamiento de Cobreloa. Es uno de los cinco estadios en Chile cuyo propietario es el club de fútbol que lo utiliza; siendo su uso, provisorio. Tiene una capacidad para 4000 espectadores y fue utilizado para partidos clase B y C.
A partir de 2015 es parte del Centro de Entrenamiento Cobreloa, que cuenta además con una cancha de pasto sintético, gimnasio y otras instalaciones.

## Historia

### Construcción
Fue construido durante el 2013 por la reconstrucción del Estadio Municipal de Calama y la necesidad de Cobreloa de contar con un recinto deportivo de manera provisoria dentro de su ciudad, Calama. Se construyó principalmente con las graderías que fueron desmontadas del antiguo Estadio Municipal de Calama.

### Inauguración
El Estadio Luis Becerra Constanzo fue inaugurado el 13 de octubre de 2013 bajo el nombre de La Madriguera en el partido entre Cobreloa y Cobresal por los octavos de final de la Copa Chile, cuyo resultado fue 2-2. El cuadro local terminaría siendo eliminado mediante los lanzamientos penales.

### Cambio de nombre
El 25 de octubre de 2014 la directiva de Cobreloa decidió cambiar el nombre al recinto por el de Luis Becerra Constanzo, en honor al exfuncionario del club quien falleció el 2011 debido a un paro cardiaco. El conocido como "Mentita", fue por 30 años utilero del club.

### Último partido
El último encuentro profesional que albergó fue el 5 de abril de 2015, en la victoria de Cobreloa por 6-0 a Huachipato por la fecha 13 del Torneo de Clausura. 
En total fue sede en 26 partidos oficiales, de los cuales 22 fueron por el campeonato nacional y 4 por Copa Chile entre 2013 y 2015.

### Actualidad
Luego de la apertura del remodelado Estadio Zorros del Desierto, el Estadio Luis Becerra pasó a ser parte del Centro de Entrenamiento Cobreloa, que además cuenta con una segunda cancha con superficie sintética, gimnasio, utilería, área médica, sala audiovisual, entre otras instalaciones.

## Datos generales
- El Estadio Luis Becerra Constanzo y el Estadio Zorros del Desierto están separados solo por 500 metros de distancia.

- Gracias a su construcción, Cobreloa pasó a ser el quinto equipo en Chile que es propietario de un estadio de fútbol en el país. Los otros cuatro integrantes del selecto grupo son Universidad Católica, Colo-Colo, Unión Española y Huachipato.

- El costo de construcción fue bastante económico, ya que fue construido en su mayoría con las graderías desmontadas del Estadio Municipal de Calama antes de ser demolido.

- Su capacidad máxima es apenas para 4000 espectadores; y la tribuna Pacífico es la única que cuenta con butacas, a diferencia de las galerías Norte, Sur y la tribuna Andes.

- El tablero marcador de goles es operado de manera manual.

- Cobreloa, mientras se remodelaba el Municipal de Calama y aún no estaba terminado el estadio Luis Becerra Constanzo, hizo de local en el Estadio Tierra de Campeones en Iquique, Estadio Parque Juan López, Estadio Regional Calvo y Bascuñán en Antofagasta y Estadio El Cobre de El Salvador

- Su nombramiento no estuvo exento de polémicas, incluyendo discusiones internas entre los dirigentes de Cobreloa por la realización de este estadio.[1] Socios e hinchas del club denunciaron que jamás se les preguntó o informó sobre nombres para el lugar que en ese entonces solo era conocido como Mini Estadio de Calama. El nombre del recinto no fue del gusto de todos los hinchas, que aluden poca originalidad -la filial de Cobreloa en Santiago es conocida como La Madriguera- e incluso falta de respeto a grandes ídolos del club que sus nombres postulaban para bautizar al estadio. Finalmente se bautizó como Luis Becerra Constanzo.